# Punch (cantante)
Bae Jin-young (en hangul, 배진영; Seúl, 19 de febrero de 1993), más conocida por su nombre artístico Punch (펀치), es una cantante surcoreana. Es conocida sobre todo por sus bandas sonoras originales para varias series de televisión, en particular Sleepless Night para It's Okay, That's Love (2014), Everytime para Descendientes del sol (2016) con Chen, miembro de Exo, y Stay with Me para Goblin (2016) con el también miembro de Exo Chanyeol.

## Discografía

### Extended plays
| Título       | Detalles del EP | Posición en lista |
| Título       | Detalles del EP | Corea del Sur     |
| ------------ | --- | ----------------- |
| Dream of You | - Lanzamiento: 16 de enero de 2019 - Compañía discográfica: YamYam Entertainment - Formatos: CD, descarga digital Ver listaLista de canciones # Heart (이 마음) 1. Like a Snowflower (눈꽃처럼) 2. Love Is You 3. Kiss Me 4. End of the Night (이 밤의 끝) | 72                |
| Full Bloom   | - Lanzamiento: 10 de marzo de 2021 - Compañía discográfica: YamYam Entertainment - Formatos: CD, descarga digital Ver listaLista de canciones # Wind (나의 바람) 1. My Everything (안녕 내 전부였던 너) 2. I'm Jealous (질투나) (feat. Real.be) 3. Remember (사라진 기억) 4. Not (아니) 5. Wind (나의 바람) (Inst.) 6. My Everything (안녕 내 전부였던 너) (Inst.) 7. I'm Jealous (질투나) (Inst.) 8. Remember (사라진 기억) (Inst.) 9. Not (아니) (Inst.) | 94                |

### Sencillos
| Título | Año       | Posición en lista | Posición en lista | Posición en lista | Posición en lista | Ventas                      | Álbum                                  | Ref.   |
| Título | Año       | Corea del Sur     | Corea del Sur     | Malasia           | EE. UU. / Mundo   | Ventas                      | Álbum                                  | Ref.   |
| Título | Año       | Gaon              | Hot 100           | Malasia           | EE. UU. / Mundo   | Ventas                      | Álbum                                  | Ref.   |
| Sencillos | Sencillos | Sencillos         | Sencillos         | Sencillos         | Sencillos         | Sencillos                   | Sencillos                              |        |
| --- | --------- | ----------------- | ----------------- | ----------------- | ----------------- | --------------------------- | -------------------------------------- | ------ |
| When Night Is Falling (밤이 되니까) | 2017      | 8                 | 38                | —                 | —                 | - Corea del Sur: 2 500 000+ | Sencillo independiente                 | [ 8 ]  |
| Tonight (오늘밤도) | 2018      | 28                | 29                | —                 | —                 | —                           | Sencillo independiente                 |        |
| End of the Night (이 밤의 끝) | 2018      | 29                | 34                | —                 | —                 | —                           | Sencillo independiente                 |        |
| Good Bye (헤어지는 중) | 2018      | 2                 | 4                 | —                 | —                 | —                           | Sencillo independiente                 |        |
| Heart (이 마음) | 2019      | 83                | 84                | —                 | —                 | —                           | Dream of You                           |        |
| Love Me (럽미) | 2019      | 81                | 75                | —                 | —                 | —                           | Sencillo independiente                 |        |
| Sometimes (가끔 이러다) | 2019      | 5                 | 10                | —                 | —                 | —                           | Sencillo independiente                 |        |
| Yesterday (그때의 우리) | 2019      | 61                | 53                | —                 | —                 | —                           | Sencillo independiente                 |        |
| Say Hello (안부) | 2020      | 128               | —                 | —                 | —                 | —                           | Sencillo independiente                 |        |
| Say Yes (featuring Moonbyul) | 2020      | 193               | —                 | —                 | —                 | —                           | Sencillo independiente                 |        |
| My Everything (안녕 내 전부였던 너) | 2021      | 118               | —                 | —                 | —                 | —                           | Full Bloom                             |        |
| We're Breaking Up (헤어지는거죠) | 2021      | 110               | —                 | —                 | —                 | —                           | Sencillo independiente                 |        |
| Un día como hoy (오늘 같은 날) | 2023      |                   |                   |                   |                   |                             | Sencillo independiente                 | [ 9 ]  |
| Painful Memories Were Not Love (아픈 추억은 사랑이 아니었기를) | 2025      |                   |                   |                   |                   |                             | Sencillo independiente                 | [ 10 ] |
| I'm Glad (좋겠어) | 2025      |                   |                   |                   |                   |                             | Sencillo independiente                 | [ 11 ] |
| Colaboraciones |           |                   |                   |                   |                   |                             |                                        |        |
| Hurts (아프다니까) con The One | 2014      | 28                | —                 | —                 | —                 | - Corea del Sur: 96 114     | Sencillo independiente                 | [ 12 ] |
| Drink with Me Now (지금 술 한잔 했어) (con Kim Bo-kyung) | 2014      | 32                | 21                | —                 | —                 | - Corea del Sur: 190 292    | Sencillo independiente                 | [ 13 ] |
| How Are You (잘 지내고 있니) (con Yoon Mi-rae) | 2016      | 16                | —                 | —                 | —                 | - Corea del Sur: 137 534    | Sencillo independiente                 | [ 14 ] |
| I Miss You (보고 싶단 말이야) (con Mad Clown) | 2021      | 97                | —                 | —                 | —                 | —                           | Sencillo independiente                 |        |
| Como artista invitada |           |                   |                   |                   |                   |                             |                                        |        |
| Sunrise (Kim Tae-woo featuring Punch) | 2017      | —                 | —                 | —                 | —                 | —                           | T-WITH                                 |        |
| Telephone (Rocoberry featuring Punch) | 2018      | —                 | —                 | —                 | —                 | —                           | Telephone                              |        |
| Winter Rain (Eluphant featuring Punch) | 2019      | —                 | —                 | —                 | —                 | —                           | 4                                      |        |
| Weird Day (Moonbyul featuring Punch) | 2020      | 96                | —                 | —                 | —                 | —                           | Dark Side of the Moon                  |        |
| Apariciones en bandas sonoras |           |                   |                   |                   |                   |                             |                                        |        |
| Sleepless Night (잠 못 드는 밤) (Crush featuring Punch) | 2014      | 4                 | —                 | —                 | —                 | - Corea del Sur: 630 582    | It's Okay, That's Love OST             | [ 16 ] |
| First Love (첫사랑) (Tiger JK featuring Punch) | 2014      | 63                | —                 | —                 | —                 | - Corea del Sur: 55 364     | Pinocchio OST                          | [ 17 ] |
| Blow Away (바람에 날려) (Baechigi featuring Punch) | 2015      | 29                | —                 | —                 | —                 | - Corea del Sur: 235 525    | Who Are You: School 2015 OST           | [ 18 ] |
| Everytime (con Chen) | 2016      | 1                 | —                 | —                 | 14                | - Corea del Sur: 1 241 255  | Descendientes del sol OST              | [ 19 ] |
| Say Yes (con Loco) | 2016      | 15                | —                 | —                 | —                 | - Corea del Sur: 300 980    | Moon Lovers: Scarlet Heart Ryeo OST    | [ 20 ] |
| Stay with Me (con Chanyeol) | 2016      | 3                 | 83                | 12                | 3                 | - Corea del Sur: 2 500 000  | Guardian: The Lonely and Great God OST | [ 21 ] |
| When My Loneliness Calls You (나의 외로움이 널 부를 때) | 2017      | —                 | —                 | —                 | —                 | —                           | Missing 9 OST SM Station Season 1      |        |
| Beautiful Beautiful (con Glabingo) | 2017      | —                 | —                 | —                 | —                 | —                           | Hit the Top OST                        |        |
| Why Why Why | 2018      | 86                | —                 | —                 | —                 | —                           | Live OST                               |        |
| I'll Love You | 2018      | —                 | —                 | —                 | —                 | —                           | Risky Romance OST                      |        |
| Breeze (featuring GREE) | 2019      | —                 | —                 | —                 | —                 | —                           | The Fiery Priest OST                   |        |
| Another Day (con Monday Kiz) | 2019      | 20                | —                 | —                 | —                 | —                           | Hotel Del Luna OST                     |        |
| Done for Me | 2019      | 1                 | 2                 | —                 | 22                | —                           | Hotel Del Luna OST                     |        |
| Love Del Luna (con Taeyong) | 2019      | 46                | —                 | —                 | —                 | —                           | Hotel Del Luna OST                     |        |
| Like a Heroine in the Movie (영화 속에 나오는 주인공처럼) | 2019      | 49                | 30                | —                 | —                 | —                           | When the Camellia Blooms OST           | [ 22 ] |
| Go Away Go Away (con Chanyeol) | 2020      | 73                | —                 | —                 | 21                | —                           | Kim, el doctor romántico 2 OST         |        |
| Close to Me | 2020      | —                 | —                 | —                 | —                 | —                           | Do You Like Brahms OST                 |        |
| Love Me | 2020      | 119               | —                 | —                 | —                 | —                           | Do You Like Brahms OST                 |        |
| Midnight (con Heize) | 2020      | 29                | —                 | —                 | —                 | —                           | Do You Like Brahms OST                 |        |
| As It Was a Lie (거짓말처럼) | 2021      | 145               | —                 | —                 | —                 | —                           | Lovers of the Red Sky OST              |        |
| I Love You This Much (이만큼 난 너를 사랑해) | 2022      | 141               | —                 | —                 | —                 | —                           | Las inclemencias del amor OST          |        |
| Bye Bye | 2022      | 109               | —                 | —                 | —                 | —                           | Nuestro horizonte azul OST             |        |
| Dime que me amas (별 이빛나는 오늘밤에) | 2022      | —                 | —                 | —                 | —                 | —                           | The Law Cafe OST                       |        |
| Keep Me Busy | 2023      | —                 | —                 | —                 | —                 | —                           | King the Land OST                      | [ 23 ] |
| Run Far Away | 2024      | —                 | —                 | —                 | —                 | —                           | Nothing Uncovered OST                  |        |
| Beautiful | 2024      | —                 | —                 | —                 | —                 | —                           | Good Partner OST                       | [ 24 ] |
| "—" indica que no entró en listas en esa región. Nota: Billboard Korea K-Pop Hot 100 se presentó en agosto de 2011, se suspendió en julio de 2014 y se reanudó el 29 de mayo de 2017. |           |                   |                   |                   |                   |                             |                                        |        |

## Filmografía

### Videos musicales
| Título           | Año  | Álbum            | Notas                     | Ref.   |
| ---------------- | ---- | ---------------- | ------------------------- | ------ |
| End of The Night | 2018 | End of The Night | Punch no aparece en el MV | [ 25 ] |
| Love Me          | 2019 | -                | Sencillo independiente    | [ 26 ] |

| Título                       | Año    | Otro(s) artista(s) | Notas                                                    | Ref.   |
| ---------------------------- | ------ | ------------------ | -------------------------------------------------------- | ------ |
| Everytime                    | 2016   | Con Chen           | Contiene solo escenas de Descendientes del sol           | [ 27 ] |
| Say Yes                      | 2016   | Con Loco           | Contiene solo escenas de Moon Lovers: Scarlet Heart Ryeo | [ 28 ] |
| Stay with Me                 | 2016   | Con Chanyeol       | Contiene algunas escenas de Goblin                       | [ 29 ] |
| When My Loneliness Calls You | 2017\| |                    | Contiene solo escenas de Missing 9                       | [ 30 ] |
| Beautiful Beautiful          | 2017\| | Con Glabingo       | Contiene solo escenas de Hit the Top                     | [ 31 ] |
| Why Why Why                  | 2018   |                    | Contiene solo escenas de Live                            | [ 32 ] |
| Breeze                       | 2019   | Con GREE           | Contiene solo escenas de The Fiery Priest                | [ 33 ] |
| Another Day                  | 2019   | Con Monday Kiz     | Contiene solo escenas de Hotel Del Luna                  | [ 34 ] |
| Done For Me                  | 2019   |                    | Contiene solo escenas de Hotel Del Luna                  | [ 35 ] |

### Programas de televisión/variedades
| Año  | Título  | Programa | Notas                        | Episodio      | Ref.   |
| ---- | ------- | -------- | ---------------------------- | ------------- | ------ |
| 2019 | In Sync | KBS2     | Miembro habitual del reparto | Episodios 1–4 | [ 36 ] |

## Premios y nominaciones
| Año  | Premio                          | Categoría                              | Candidato                    | Resultado | Ref.   |
| ---- | ------------------------------- | -------------------------------------- | ---------------------------- | --------- | ------ |
| 2017 | Asia Model Festival Awards      | Banda sonora de Asia popular           | Stay with Me (con Chanyeol ) | Ganadora  | [ 37 ] |
| 2017 | 19th Mnet Asian Music Awards    | Mejor banda sonora                     | Stay with Me (con Chanyeol ) | Nominada  |        |
| 2018 | 13th KKBox Music Awards         | Mejor cantante coreana del año         | Stay with Me (con Chanyeol ) | Ganadora  | [ 38 ] |
| 2018 | 2019 Korea First Brand Awards   | Mejor vocalista femenina               | —                            | Ganadora  | [ 39 ] |
| 2018 | 23rd Consumer Rights Day Awards | Mejor cantante del año                 | —                            | Ganadora  | [ 40 ] |
| 2018 | Korea Hallyu Awards             | Cantante de cultura popular            | —                            | Ganadora  | [ 41 ] |
| 2019 | 8th Gaon Chart Music Awards     | Canción del año - febrero              | Toonight                     | Nominada  | [ 42 ] |
| 2019 | 8th Gaon Chart Music Awards     | Canción del año - septiembre           | Goodbye                      | Nominada  | [ 42 ] |
| 2019 | 8th Gaon Chart Music Awards     | Descubrimiento del año (Categoría R&B) | —                            | Ganadora  | [ 42 ] |